# Verständnis für die Neunte
Verständnis für die Neunte ist ein dem Sozialistischen Realismus zuzurechnender, rund um das Arbeitsleben angesiedelter Roman der DDR-Schriftstellerin Marianne Bruns. Es handelt sich dabei um die Fortsetzung der Erzählung Schuldig befunden. Sie erschien im Herbst 1962 im Mitteldeutschen Verlag, Halle (Saale).

## Inhalt
Die neunköpfige Frauenbrigade des VEB Fernsehgehäusewerk ist nach dem Selbstmord von Hanna Sörgel, gegenüber der sie sich wenig einfühlend gezeigt hatte und sich nun mitschuldig fühlt, schon einige Zeit wieder komplett. Die Neue heißt Elsbeth Dalborn, ist 49 Jahre alt, fleißig und zuverlässig bei der Ausübung der Arbeit und aufgeschlossen und sachlich im Umgang mit den Kolleginnen. Sie lebt getrennt von ihrem Mann und kümmert sich hingebungsvoll um ihren sechzehnjährigen Sohn Axel.
Als Axel Adoptionspapiere entdeckt, woraus hervorgeht, dass Elsbeth Dalborn gar nicht seine richtige Mutter ist, läuft er weg. Elsbeth ist erschüttert und erscheint nicht bei der Arbeit. Dabei ist jetzt der ungünstigste Zeitpunkt für unentschuldigtes Fehlen, denn die Brigade setzt sich gerade gegen die im Betrieb vorherrschenden männlichen Vorbehalte dafür ein, dass sie Kaderleiterin wird. Elsbeths Pflichtbewusstsein, ihre Menschenkenntnis und das, was sie schon bewirkt hat (auch wenn nicht alle offen für Veränderungen waren), prädestiniert sie nämlich für diese Funktion.
Axel ist mit dem Zug in die Stadt seiner leiblichen Mutter gefahren. In der Wohnung von Ina Kanzler, einer Musikpädagogin, findet ein Vorspielen statt. Axel wird für einen Zuhörer gehalten und eingelassen. Später erfährt er von seiner Mutter, dass der in Marseille lebende Marcel Douret sein Vater ist. Seinen Namen habe Axel von dem ähnlich klingenden „Marcel“. Ina Kanzler hatte sich 1944 während des Krieges in den französischen Gefangenen verliebt. Beide wurden denunziert und zu einem Jahr Zuchthaus verurteilt. Sechs Wochen nach der Geburt von Axel musste sie ihre Strafe antreten. Ina lässt Axel bei sich übernachten und bietet ihm generell Hilfe an. Er ist mit der Adresse des Vaters zufrieden.
Elsbeth fehlt den zweiten Tag. Zum einen verdrießt es den Betriebsgewerkschaftsleiter Paul Worbis, der Elsbeth Dalborn bei der Werksleitung als Kaderleiterin durchgesetzt hat, zum anderen verfällt die Brigade in die alte Gewohnheit über die momentan nichts zur Planerfüllung Beitragende zu tratschen. Renate Seibold sucht als Vertreterin des Kollektivs Elsbeth zuhause auf. Axel ist soeben zurückgekehrt. Renate kann Elsbeth überreden, bei der Werksleitung vorstellig zu werden. Elsbeth wird bei dem Antrittsgespräch schwindelig; sie erklärt kryptisch: „Mein Herz“. Werkleiter Stanz bekommt Zweifel an der Stabilität Elsbeths.
Zurück in ihrer Wohnung, ist Axel erneut verschwunden, mitsamt Notgroschen, Lebensmittel und Kleidung. Sie gibt Renate die Schuld, weil sie nur ihretwegen Axel allein gelassen habe. Im Werk löst die Geschichte, die sich schnell herumgesprochen hat, eine schlechte Stimmung aus.
Beim Versuch, die West-Grenze in einem Möbelwagen zu überqueren, um zum Vater zu gelangen, wird Axel aufgegriffen. Ihm wird klargemacht, was ein zweiter „illegaler Ausreiseversuch“ für Konsequenzen hätte. Zuhause begegnet Elsbeth ihrem Sohn zuerst strafend-kühl, dann doch pflichtbewusst-fürsorglich und schließlich verzeihend-kummervoll. Von einer Kaderleitung will die entkräftete Adoptivmutter nichts mehr wissen.
Als Elsbeth auf dem Kreispolizeiamt erfährt, dass Axel eine aus seiner Schule gestohlene Kamera dabeihatte, trifft es sie nochmals hart. Sie stimmt zu, Axel bis auf Weiteres in die Obhut einer befreundeten Nachbarsfamilie zu geben. Impulsiv projiziert sie ihre Enttäuschung und Wut auf die Brigade, die daraufhin ihrerseits enttäuscht und wütend reagiert. Paul Worbis‘ Frau Änne kann Elsbeth besänftigen, sodass sie ihre Arbeit wieder aufnimmt und sich die Wogen allseits glätten. Auch Axel darf wieder bei ihr wohnen. Änne hatte von ihrer Sorge um ihren gesundheitlich angegriffenen Mann erzählt und nun überzeugt Elsbeth ihren direkten Vorgesetzten vom Gebrauch der Schutzmaske.
Die von Brigademitgliedern einbezogene Ina befeuert den Konflikt nicht, sondern bleibt verständnisvoll beobachtend im Hintergrund, so auch bei Axels Verhandlung und Verurteilung zu „sechs Monaten bedingter Freiheitsstrafe“ (sechs Monate auf Bewährung) wegen Fluchtversuchs und Diebstahls.
Zuvor wird noch die Lebensgeschichte Elsbeths beleuchtet. Dieser Abschnitt ist ähnlich dem des Vorgänger-Buches, als die Richterin die Biografie der aus dem Leben geschiedenen Hanna Sörgel aufrollt. Verständnis für die Neunte endet mit einem langen Brief, in dem die Brigade an die Werkleitung appelliert, Elsbeth Dalborn die Kaderleitung anzuvertrauen: Sie habe ihre erzieherische Schwäche erkannt, es gäbe kein Fernbleiben mehr, ihr Herz sei organisch gesund, ihre allgemeinen Fähigkeiten seien überdurchschnittlich und sie habe bisher viel zum Wohle der Belegschaft geleistet.

## Entstehung
Auslöser für den Folgeband zu Schuldig befunden war eine Diskussion über diese Erzählung, in der ein Mitglied von Bruns‘ eigener Patenbrigade im Dresdner Papierverarbeitungswerk die Bequemlichkeit monierte, anfangs selbstbezogene Protagonistinnen einzuführen, die am Ende zu einer neuen Einsicht gelangen, ohne dass man erfährt, ob sie diese auch umsetzen. Fortan rumorte es in der das Versäumnis anerkennenden Autorin, ihm nachzukommen.
Der Thematik wegen brachte sie Schuldig befunden auch in Kontakt mit drei Staatsanwältinnen. Sie wurden zu Freundinnen und berichteten aus ihrer Praxis. Eine schilderte einen besonders verzwickten Fall, der das Jugendgericht beschäftigt hatte: Ein 16-jähriger Junge entdeckt, dass er als Kleinkind von der vorgeblichen Mutter angenommen wurde. In falsch verstandener Mutterliebe hatte sie ihn verwöhnt und verzogen. Er fährt zu seiner leiblichen Mutter. Dann versucht er mit Diebesgut im Gepäck einen Grenzübertritt (der Grund ist nicht angeben). An der Staatsgrenze wurde er gefasst. Die Adoptivmutter ist tief gekränkt und erbittert, weil der Junge sich seiner leiblichen Mutter annähert und sie fürchten muss, ihn zu verlieren.
Für Marianne Bruns „[e]in starker Stoff“, der nachhaltig wirkte: „Und eines Nachts geschah es plötzlich, daß die beiden Themen in eines zusammenschossen: Die Brigade soll eine neue Gelegenheit bekommen, sich zu bewähren!“ So trat an die Stelle von Hanna Sörgel eine neue „Neunte“ mit den aus der Realität übertragenen privaten Konflikten. Die Brigade sollte zeigen, dass sie etwas aus dem Fall Sörgel gelernt hat und folglich keine Ausgrenzung betreibt, sondern mittels aktiver Problemlösung zu einer Einheit wird. Nebenbei sollte aufgezeigt werden, dass die verhätschelnde Erziehung der Adoptivmutter keinen Platz im Sozialismus haben darf, und die Brigade – wenn nötig – im Sinne guter sozialistischer Erziehung diesbezüglichen Verfehlungen entgegenwirken soll.

## Zusammenhalt als Grundgedanke
Bald nach Erscheinen des Buches wurde auf dem VI. Parteitag der SED Ende Januar 1963 ein „Neues Ökonomisches System der Planung und Leitung“ mit dem Ziel der Produktivitätssteigerung auf das Weltniveau beschlossen. Unerlässlich seien dafür, schrieb Bruns am 2. Februar 1963 in einem Zeitungsartikel, reibungslos funktionierende Brigaden, deren Voraussetzung wiederum der Zusammenhalt der Mitglieder sei. Damit untermauerte sie den Grundgedanken des Buches, in dem sie eine Nebenfigur sinnieren ließ: „[…] daß es dabei um ein uraltes Menschheitsproblem geht: um die Sicherung des gemeinschaftlichen Wirkens. Wie unendlich viele Menschengeschlechter sind geboren worden und wieder gestorben, und alle haben sie, jedes auf seine Art, versuchen müssen, zusammenzuhalten, weil sie sonst vernichtet worden wären.“

## Rezeption
In der Tageszeitung Freiheit hieß es, Verständnis für die Neunte sei eine „doppelt schwierige“ Aufgabe gewesen, weil Bruns dasselbe Personal wie in Schuldig befunden auftreten lassen und glaubhaft weiterführen wollte, wobei noch die Erfüllung der „Forderung ihrer Leser und Kritiker“ hinzugekommen sei. Sie versuche in ihren Büchern stets, „den Stoff mit größter Verantwortung zu gestalten“.
Erwin Kunath analysierte in den Sächsischen Neueste Nachrichten das Buch und meinte: „Die große Problematik der Auseinandersetzung zwischen leiblicher und gesellschaftlicher Mutterschaft wird leider mehr nur angedeutet als ausgeführt.“ Gelungen sei das Verweben der menschlich-privaten Sphäre mit dem Arbeitsleben, jedoch sei die Diebstahl-Komponente eine unnötige Konfliktsteigerung. Zudem überzeuge Ina Kanzler psychologisch nicht. Die Anlage des durchaus bedeutsamen Themas sei demnach „nicht ganz glücklich proportioniert, mancher Vorgang psychologisch nicht überzeugend begründet“ und mit Überflüssigem belastet.

## Verwendete Ausgabe
- Marianne Bruns: Verständnis für die Neunte. Mitteldeutscher Verlag, Halle (Saale) 1962.